# Алексеевка (городской округ город Кумертау)
Алексе́евка (баш. Алексеевка) — деревня, входящая в состав муниципального образования (городского округа) «Городской округ город Кумертау», Башкирия (Россия). До муниципальной реформы входила в Подгорный сельсовет, подчинявшийся администрации города Кумертау.

## География
Деревня помещается на восточных склонах возвышенной гряды, расположенной к северу от города Кумертау. К северо-западу и северу от Алексеевки имеется несколько вершин, высотой в 323,1 м, 310,2 м и 258,2 м (гора Большая). Западнее деревни, уже на западных склонах гряды, находится исток небольшой речки Бузулук, притока Мелеуза. Высоты к юго-западу и югу от деревни — 326,4 м, 273,5 м, 250,7 м. Населённый пункт стоит на северном берегу небольшого ручья, берущего начало на склонах указанной гряды юго-западнее Алексеевки. Чуть выше деревни по течению на нём устроены пруды с водокачкой, ниже по течению он впадает в реку Бальза, которая южнее Алексеевки принимает левый приток Ольшанку, а северо-восточнее поселения, в свою очередь, впадает в Белую. Восточный берег реки Бальза также возвышенный (высоты до 282,6 м).
В непосредственной близости от деревни, с востока, проходит трасса Р240 «Уфа — Оренбург», от расположенного в устье реки Бальза села Ира на юго-запад, к микрорайону Пятки города Кумертау. Северо-восточнее Алексеевки, на южном берегу Белой, находится село Бугульчан, юго-восточнее, в долине реки Бальза — деревня Анновка (оба населённых пункта — Ленинский сельсовет Куюргазинского района). Западнее, южнее, восточнее, в том числе вдоль автотрассы, проходят ЛЭП; также восточнее, со стороны Бугульчана, а затем на юг, вдоль трассы, идёт линия связи, параллельно ей — подземный водопровод от реки Белой. К югу от деревни проложен подземный нефтепровод.

## История
Деревня Алексеевка была основана помещиком Вразским в 1812 году. Была населена помещичьими крестьянами и находилась на берегу реки Малое Бальчи (или Бальзи). Согласно данным VIII-й ревизии податного населения Российской империи, которая была объявлена манифестом 16 июля 1833 года и прошла, соответственно, в 1833—1835 годах, в деревне было 17 дворов и 104 жителя.
В 1838 году характеризовалась следующим образом: «в одну прямую улицу», «довольно хорошее строение», дома крыты соломой, «имеются амбары, внутри них сусеки или перегородки для укладки разного хлеба», «сараи, устроенные на столбах, с плоским верхом», дома освещаются лучиной. Жители деревни покупают у башкир берёзовый лес по цене от 60 копеек до 1 рубля за воз или же меняют его на хлеб. В деревне было 2 шерстобитки.
По данным 1842 года, на 104 крестьянина в Алексеевке приходилось живности: 350 овец, 190 голов крупного рогатого скота, 175 лошадей и 35 свиней. В 1870-х годах некоторые земли рядом с Алексеевкой были предметом судебного спора между Елизаветой Васильевной Дашковой и её сыновьями Дмитрием и Андреем Дмитриевичами Дашковыми (вдовой и детьми министра юстиции и генерал-прокурора Правительствующего сената Д. В. Дашкова), с одной стороны, и крестьянами-переселенцами из Кирсановского уезда Тамбовской губернии, основавшими село Ира, с другой. В связи с тем, что из-за безденежья и потери скота жители села, заложенного на земле, купленной у Дашковых в рассрочку, прекратили выплаты, Е. В. Дашкова смогла отсудить у них часть земли, продав её затем помещику Еловайскому. К 1920 году в деревне было 69 дворов и 433 человека жителей.
В советский период Алексеевка входила в колхоз «Радио», базировавшийся в селе Ира. В 1964 году колхоз открыл в деревне медпункт. В административном отношении деревня находилась в составе Подгорного сельсовета, с 1935 года — в Куюргазинском районе (с 1965 года именовался Кумертауским).
В 1981 году деревня Алексеевка переходит в подсобное хозяйство производственного объединения «Башкируголь», в деревне организовывается совхоз «Угольный». В 1984 году Подгорный сельсовет переходит из Кумертауского района в подчинение горсовету Кумертау. В деревне появилась школа (см. далее), велось жилищное строительство. Впоследствии комбинат «Башкируголь» прекратил работу и был ликвидирован. С 1990 по 2000 годы Алексеевка была одним из мест проведения совместного праздника «Сабантуй» для города Кумертау и Куюргазинского района.

## Население
| 2010 |
| ---- |
| 336  |

По данным переписи 2010 года, национальный состав населения деревни был следующим:
- русские — 181 чел.,
- башкиры — 67 чел.,
- татары — 45 чел.,
- чуваши — 32 чел.,
- мордва — 5 чел.,
- казахи — 4 чел.,
- украинцы — 4 чел.

По данным переписи 2002 года, в деревне проживало 355 человек (178 мужчин и 177 женщин), 52 % населения составляли русские. В 1983 году население Алексеевки составляло всего около 130 человек.

## Улицы
Улицы
- 70 лет Октября
- Молодёжная
- Новая
- Советская
- Совхозная

Переулки
- Советский[14]

## Инфраструктура
- Сведения о школе в деревне Алексеевка в городском архиве Кумертау присутствуют с 1988—1989 годов[15]. Само здание школы, по некоторым данным — 1990-х годов постройки[16]. Известно, что с 1981 года учащиеся из Алексеевки посещали восьмилетнюю школу в селе Ира[17]. Алексеевская школа последовательно имела статус неполной средней (1989—1995), средней (1995—2009), начальной (2009—2013). В 2013 году школа в Алексеевке ликвидирована[15]. В её здании предполагается создание центра паллиативной медицины на 150 больных и 100 рабочих мест[18].
- В деревне существовал детский сад, который на сегодняшний день закрыт[16].
- Деревня Алексеевка обслуживается модельной библиотекой «Информационно-краеведческий центр „Родник“», открытой в селе Ира в 2013 году[19].
- Пригородный автобусный маршрут «Кумертау — Алексеевка — Ира — Бугульчан», существовавший до 2012—2013 годов, был закрыт[20].
- Электроподстанция, газоснабжение, водоснабжение[21].
- Вокруг деревни находятся земли ООО «Колос» и ООО «Алексеевское»[21].